# Younès Belhanda
Younès Belhanda (em árabe: يونس بلهندة; Avignon, 25 de fevereiro de 1990) é um futebolista franco-marroquino que atua como meio-campista. Atualmente joga no Al-Shamal, do Catar.

## Carreira

### Montpellier
Iniciou a carreira no Montpellier, clube francês por onde se destacou. Seus passes precisos e sua parceria com Olivier Giroud ajudaram o Montpellier a conquistar a Ligue 1 na temporada 2011–12. Após a conquista, Giroud foi vendido ao Arsenal. Belhanda continuou por mais meia temporada, mas o crescente assédio de grandes clubes europeus fez sua transferência se concretizar no início de 2013 para o Dínamo de Kiev, da Ucrânia.

### Empréstimos
Após ter sido emprestado ao Schalke 04, foi novamente emprestado em agosto de 2016, dessa vez ao Nice.

### Galatasaray
No dia 30 de junho de 2017, Belhanda foi anunciado pelo Galatasaray.

## Seleção Nacional
Apesar de ter nascido na França, Belhanda atuou pela Seleção Marroquina entre 2010 e 2022.

## Títulos
Montpellier
- Ligue 1: 2011–12

Dínamo de Kiev
- Premier-Liha: 2014–15 e 2015–16
- Copa da Ucrânia: 2013–14 e 2014–15

Galatasaray
- Süper Lig: 2017–18 e 2018–19
- Copa da Turquia: 2018–19
- Supercopa da Turquia: 2019